# 天主教禮儀
天主教会举行若干不同的禮儀儀式（Liturgical Rites），该词指某种特定的基督教礼拜仪式（Christian liturgy）形式。
它們不可以和在自治（sui iuris）個別教會意義上的禮儀相混淆，後者包括至少23個東方禮的和1個西方禮的自治地區教會。
特殊的禮拜儀式之禮儀以及用法常常被形容為各種西方的和東方（希臘、敘利亞、科普特等）傳統。

## 西方（拉丁）传统
- 罗马礼（Roman Rite），其历史形式通常被分类如下：
  - 前脫利騰弥撒（Pre-Tridentine Mass） (各种1570年之前的常用形；如今已废止)
  - 庇护五世弥撒规程（Tridentine Mass|Ordo Missae of Pius V） (1570-1970年的常用形，1970年至今的非常用形)
  - 保禄六世新弥撒规程（Mass of Paul VI / Novus Ordo Missae of Paul VI）（1970年至今的常用形）

- 安立甘习例（Anglican Use / Ordinariate Use） (在美国、加拿大、英國、及澳洲，由聖公宗改宗天主教的會眾所使用（Anglican congregations））
- 安博礼（Ambrosian Rite）（在意大利米兰及附近地区）
- 阿奎莱亚礼（Aquileian Rite）  (已废止: 意大利东北部)
- 达拉谟礼（Durham Rite） (已废止: 達拉謨, 英格兰)
- 高卢礼（Gallican Rite） (已废止: 高卢'Gaul'即法国)
- 摩尔阿拉伯礼（Mozarabic Rite）（在西班牙托莱多和萨拉曼卡）
- 凯尔特礼（Celtic Rite）(已废止: 不列颠群岛)
- 莎倫习例（Sarum Rite） (在英格兰部份地區)
- 约克习例（Use of York） (已废止: 英格兰)

- 天主教修會礼（Catholic Order Rites） （总体废止）
  - 本笃会礼（Benedictine Rite）
  - 加尔默罗会礼（Carmelite Rite）（有部份加爾默羅會修院仍使用此禮儀）
  - 熙笃会礼（Cistercian Rite）
  - 道明会礼（Dominican Rite）（有部份道明會修院仍使用此禮儀）
  - 方济各会礼（Franciscan Rite）
  - 方济嘉布遣会礼（Friars Minor Capuchin Rite）
  - 普利孟特瑞会礼（Premonstratensian Rite）
  - 圣母忠仆会礼（Servite Rite）

## 东方礼
- 亞歷山大禮传统（Alexandrian tradition）
  - 科普特礼（Coptic Rite）
  - 埃塞俄比亚礼（Ethiopic Rite）
  - 厄立特里亚礼（Eritrean Rite）

- 安提约基亚传统（或称西叙利亚传统）（Antiochian (Antiochene or West-Syrian) tradition）
  - 马龙尼礼（Maronite Rite）
  - 叙利亚礼（Syrian Rite）
  - 叙利亚-玛兰卡礼（Syro-Malankara Rite）

- 亚美尼亚礼（Armenian Rite）

- 加色丁或东叙利亚传统（Chaldean or East Syrian tradition）
  - 加色丁礼天主教会（Chaldean Rite）
  - 叙利亚-玛拉巴礼（Syro-Malabar Rite）

- 君士坦丁堡传统（Constantinopolitan tradition）
  - 拜占庭礼（Byzantine Rite）：该礼仪尽管被14个东仪天主教会（它们也被称为礼仪，但不同的是它们被视为自治地区教会）所保存，且语言不同，但其仍然具有统一性并且仍是单一的礼仪。14个被称为“礼仪”的自治地区教会如下：
    - 阿尔巴尼亚礼：阿尔巴尼亚希腊礼天主教会（Albanian Greek Catholic Church）（宗座署理区）（阿尔巴尼亚，1628年）
    - 白俄罗斯礼：白俄罗斯希腊礼天主教会（Belarusian Greek Catholic Church）（现无圣统制建立）（白俄罗斯，1596年）
    - 保加利亚礼：保加利亚希腊礼天主教会（Bulgarian Greek Catholic Church）（东方礼宗座代牧区）（保加利亚，1861年）
    - 克里热夫齐礼：拜占庭礼天主教克里热夫齐教区（Byzantine Church of the Eparchy of Križevci）（一个东方礼教区及一个东方礼宗座代牧区）（克罗地亚，塞尔维亚和黑山，1611年）
    - 希腊礼：希腊拜占庭礼天主教会（Greek Byzantine Catholic Church）（两个东方礼宗座代牧区）（希腊，土耳其，1829年）
    - 匈牙利礼：匈牙利希腊礼天主教会（Hungarian Greek Catholic Church）（一个东方礼教区及一个东方礼宗座代牧区）（匈牙利，1646年）
    - 意大利-阿尔巴尼亚礼：意大利-阿尔巴尼亚礼天主教会（Italo-Albanian Catholic Church）（两个东方礼教区及一个自治会院区）（意大利，从未分出）
    - 马其顿礼：马其顿希腊礼天主教会（Macedonian Greek Catholic Church）（一个东方礼宗座代牧区）（马其顿共和国，1918年）
    - 默基特礼：默基特希腊礼天主教会（Melkite Greek Catholic Church）（宗主教区）（叙利亚，黎巴嫩，约旦，以色列，巴西，美国，加拿大，墨西哥，伊拉克，埃及和苏丹，科威特，澳大利亚，委内瑞拉，阿根廷，1726年）
    - 罗马尼亚礼：希腊礼天主教与罗马合一的罗马尼亚教会（Romanian Church United with Rome, Greek-Catholic） (大总主教区)（罗马尼亚，美国，1697年）
    - 俄罗斯礼：俄罗斯礼天主教会（Russian Catholic Church）（两个东方礼宗座代牧区，现在无公共的圣统）（俄罗斯，中国，1905年）；现在有约20个堂区和修会团体分散在全世界，包括5个在俄国者，对具其他治理权之主教们负责。
    - 鲁塞尼亚礼：鲁塞尼亚礼天主教会（Ruthenian Catholic Church） (一个自治都主教区，一个东方礼教区，一个东方礼宗座代牧区)（美国，乌克兰，捷克共和国，1646年）
    - 斯洛伐克礼：斯洛伐克希腊礼天主教会（Slovak Greek Catholic Church） （都主教区）（斯洛伐克共和国，加拿大，1646年）
    - 乌克兰礼：乌克兰希腊礼天主教会（Ukrainian Greek Catholic Church）（大总主教区）（乌克兰，波兰，美国，加拿大，大不列颠，澳大利亚，德国和斯堪的纳维亚，法国，巴西，阿根廷，1595年）